# Penrhyn (Cook)
Penrhyn (in māori tongarevano: Tongareva) è un atollo appartenente al gruppo settentrionale delle Isole Cook, localizzato 1.365 km a nord di Rarotonga. La sua laguna si estende su una superficie di 280 km².
L'atollo è formato da 18 isolotti principali.
Sono presenti diversi villaggi ed un aeroporto della Seconda Guerra Mondiale tuttora in funzione.